# بوبي لويس (مغني)
بوبي لويس (بالإنجليزية: Bobby Lewis)‏ هو مغني ومغن مؤلف أمريكي، ولد في 9 مايو 1942.

## وصلات خارجية
- الموقع الرسمي
- بوبي لويس على موقع ميوزك برينز (الإنجليزية)
- بوبي لويس على موقع ديسكوغز (الإنجليزية)